# Morrisdale
Morrisdale es un lugar designado por el censo ubicado en el condado de Clearfield en el estado estadounidense de Pensilvania. En el Censo de 2010 tenía una población de 754 habitantes y una densidad poblacional de 278,88 personas por km².

## Geografía
Morrisdale se encuentra ubicado en las coordenadas 40°56′56″N 78°13′42″O / 40.94889, -78.22833. Según la Oficina del Censo de los Estados Unidos, Morrisdale tiene una superficie total de 4.35 km², de la cual 0 km² corresponden a tierra firme y (0%) 0 km² es agua.

## Demografía
Según el censo de 2010, había 754 personas residiendo en Morrisdale. La densidad de población era de 278,88 hab./km². De los 754 habitantes, Morrisdale estaba compuesto por el 97.35% blancos, el 0.66% eran afroamericanos, el 1.06% eran amerindios, el 0% eran asiáticos, el 0% eran isleños del Pacífico, el 0% eran de otras razas y el 0.93% pertenecían a dos o más razas. Del total de la población el 0.4% eran hispanos o latinos de cualquier raza.